# Хельвег Петерсен, Кристен
Кристен Хельвег Петерсен (дат. Kristen Lolk Helveg Petersen, 29 ноября 1909, остров Лангеланн — 23 апреля 1997, Копенгаген) — датский политический и государственный деятель.
Начиная с 1939 года регулярно баллотировался в Фолькетинг. В 1942 году возглавил молодёжную организацию партии Радикальная Венстре. В 1961—1964 гг. занимал пост министра образования Дании. В 1964—1975 гг. депутат Фолькетинга; одновременно в 1968—1971 гг. министр культуры Дании, в 1973—1975 гг. депутат Европарламента.
Неоднозначную репутацию создали Хельвегу Петерсену его многолетние контакты с Николае Чаушеску, к сборнику статей и речей которого в переводе на датский язык (Ceausescus taler, 1980) он написал предисловие. За его авторством тоже вышел ряд книг, в том числе совместно с Вилли Сёренсеном и Нильсом И. Мейером.
В 1974—1992 гг. возглавлял Национальное общество «Равенство» (дат. Ligeværd), нацеленное на создание равных условий для людей с инвалидностью и ограниченными возможностями, особенно в области образования. В настоящее время вручается Премия Хельвега за достижения в этой области.
Хельвег Петерсен женился в 1936 году на Лилли Лольк, педагоге и, в дальнейшем, заметном муниципальном политике. Их сын Нильс Хельвег Петерсен и внук Расмус Хельвег Петерсен также были политиками, министрами и депутатами.